# Cetatea dacică de la Băile Tușnad
Pe partea nordică (fostul vulcan) a Ciomadului Mare (1297 m), care se află deasupra lacului Sfânta Ana, pe conul lateral, numit Vârful Cetății (1055 m), rămășițele unui cetăți medievale sunt vizibile. Mai întâi aici era o cetate preistorică (Hallstatt), în zona căreia au fost și descoperiri dacice. Aceasta a fost urmată de construirea unei cetăți în jurul secolului XII-lea. Din acea perioadă arheologii au descoperit multe fragmente ceramice care au rămas în urmă din secolele XII-XIII. Pe marginea platoului de cca. 300 x 180 m a conului trunchiat oval, se poate găsi un lanț de piatră, din care rareori apare o bucată originală de zid din cetate.
Este o fortificație dacică situată pe teritoriul României.